# Сытины
Сы́тины — древний русский дворянский род татарского происхождения.
Согласно родословной легенде, ведет происхождение от выехавшего к Дмитрию Ивановичу из Крымского ханства татарина Елуя, крещенного под именем Ияков. От его сына, Астафея Сыты, происходит фамилия рода. 
Под 1489 годом упомянут Фёдор Сыта — дьяк ростовского владыки, а под 1510 годом Фёдор Евстафьевич (Астафьевич) Сытин, дьяк князя Юрия Ивановича с землями в Дмитрове.
В списке опричного двора 1573 года значится Василий Матвеевич Сытин.
После отмены местничества в 1686 — 1688 годах для внесения в Бархатную Книгу была подана родословная роспись дворян Сытиных.

## Описание герба

### Общий гербовник ч.12 с.98[4]
В серебряном щите в середине лазуревый копейный наконечник, острием вверх. По четырем сторонам щита по червленому шару. Щит увенчан дворянским коронованным шлемом. Нашлемник: древний русский воин в серебряной одежде и такой же шапке с червленым ободком, подпоясанный червленым кушаком, держит в правой руке лазуревое копье, в левой червленый шар. Намет: справа лазуревый с серебром, слева червленый с серебром.
Данный род внесен в VI-ю часть дворянской родословной книги Костромской губернии. 
Фамилия Сытиных происходит от Григория Ларионова Сытина, пожалованного в 1670 году за военную службу вотчинами в Костромском наместничестве, которые в 1696 году были справлены за его потомками. 

### Общий гербовник ч.20 с.40
Другой род, связь которого с более древним столбовым родом Сытиных точно не установлена, происходит от коллежского советника Федора Васильевича Сытина, пожалованного гербом 11 марта 1911 года. 
В лазуревом щите, два серебряных на крест положенных с золотыми рукоятями меча, сопровождаемые внизу золотою о шести лучах звездою и под нею серебряным полумесяцем, рогами вверх. Щит увенчан Дворянским коронованным шлемом. Нашлемник: рука в стальных латах, держащая серебряный с золотою рукоятью меч. Намет: лазуревый с серебром.
Определением Правительствующего Сената, по Департаменту Герольдии, от 1873 и 1910 годов, признаны в потомственном дворянстве с внесением в III-ю часть дворянской родословной книги Владимирской губернии дети коллежского советника Федора Васильевы Сытина, от первого его брака с баронессой Юлией Георгиевной Фрейтаг-фон-Лорингоф и от второго брака с баронессой Елизаветой Адамовой фон-Фитингоф-Шель.

## Известные представители[7]
- Александр, Алексей и Артамон Астафьевичи; Астафий и Василий меньшой Семеновичи — дворяне московские (1665—1677).
- Афанасий Григорьевич и Кирилл Карпович — стольники царицы Прасковьи Федоровны (1686—1692).
- Афанасий Филиппович, Богдан и Константин Сильвестровичи — дворяне московские (1636—1640).
- Григорий Ларионович, Ларион Иванович, Дмитрий Данилович, Евтихий и Иван Семеновичи, Иван Андреевич, Иван Федорович — дворяне московские (1658—1692)
- Никифор Афанасьевич, Петр Андреевич, Петр Леонтьевич, Полуэктов Иванович, Федосий Семенович — дворяне московские (1640—1692).
- Василий Иванович — стряпчий (1676), стольник (1680); за вину в 1683 году лишен чина стольника и написан по городу[7].
- Василий большой Семенович, Галактион Данилович, Карп Евтихиевич, Никита Иванович, Яков и Федор Григорьевичи — стольники (1678—1694).
- Василий Семенович, Галактион Данилович, Данила Салтанович, Лев Андреевич, Лукьян Астафьевич — стряпчий (1666—1692).